# Реја (месец)
Реја је други по величини Сатурнов месец и девети месец по величини у Сунчевом систему. Реја је названа по грчкој богињи Реји. Друго име овог мјесеца је Сатурн V. Не сме се заменити с астероидом 577 Реја.

## Истраживање Реје
1672. године Реју је открио италијански астроном Џовани Доменико Касини. Реја је названа по Сатурновој жени Реји, јер је Сатурнов сателит. Реју је први снимио Војаџер 2. А 2006. ју је снимио Касини. Током 2008. НАСА је објавила да Реја има прстенове.

## Опис Реје
Реја је састављена од леда и стена, има велику густину. Веома је слична Диони. Температура на Реји је 99 K (-174 °C) до 73 K (-200 °C) и 53 K (-220 °C). Реја је пуна кратера. Светле тачке на Реји су ледене хридине. Реја је једини познати месец који има прстенове. То је вероватно повезано са Сатурновим магнетним пољем. Рејин је пречник 1.528 км, а површина јој је 7.337.000 km². Нагнута је 0,345° према Сатурновом екватору. Занимљиво је да је Реја месец са прстеновима, а Сатурн, око којег се окреће, је планета са прстеновима.

## Галерија
- Диона и Реја
- Сатурн и три месеца: Тетија, Диона и Реја
- Рејини прстенови и Сатурн, уметничка фотографија